# Body Kiss
Body Kiss è un album in studio del gruppo musicale The Isley Brothers, pubblicato nel 2003.

## Tracce
Tutte le tracce sono state scritte da R. Kelly, eccetto dove indicato.

1. Superstar – 3:54
2. Lucky Charm – 4:31
3. What Would You Do? (featuring The Pied Piper) – 3:47
4. Body Kiss (featuring Lil' Kim) (Kelly/Lil' Kim) – 4:02
5. Busted (featuring JS) – 3:58
6. Showdown, Vol. 1 – 4:59
7. Keep It Flowin' – 3:09
8. Prize Possession – 3:58
9. Take a Ride – 4:15
10. I Want That (Kelley/Robinson) – 4:16
11. I Like (featuring The Pied Piper & Snoop Dogg) (Kelly/Snoop Dogg) – 3:03
12. What Would You Do? Pt. 2 (featuring The Pied Piper) – 3:20